# Маркарян, Роберт Вартанович
Ро́берт Варта́нович Маркаря́н (арм. Ռոբերտ Վարդանի Մարգարյան; род. 20 апреля 1949, Баку) — российский дипломат и государственный деятель. Чрезвычайный и полномочный посол (1999).

## Биография
Трудовую деятельность начал в 1966 году слесарем в тресте «Бакгаз» (г. Баку).
Окончил Институт стран Азии и Африки при Московском государственном университете им. М. В. Ломоносова (1978). Кандидат исторических наук. Владеет французским, английским и арабским языками.
- В 1978—1980 годах — референт Советского комитета защиты мира
- В 1980—1985 годах — научный сотрудник Института востоковедения АН СССР
- В 1985—1989 годах — научный сотрудник Института мировой экономики и международных отношений (ИМЭМО)
- В 1990—1991 годах — помощник Е. М. Примакова в Президентском Совете СССР, в Совете безопасности
- В 1991—1995 годах — помощник руководителя СВР России Е. Примакова.

На дипломатической работе с 1996 года.
- В 1996—1998 годах— директор Департамента – Секретариат министра, член Коллегии МИД России.
- В 1998—1999 годах — руководитель Секретариата председателя Правительства Российской Федерации
- С 31 августа 1999 по 10 ноября 2006 года — чрезвычайный и полномочный посол Российской Федерации в Сирийской Арабской Республике[1][2].
- В 2006—2009 годах — посол по особым поручениям МИД Российской Федерации.
- С 23 июля 2009 по 30 июня 2015 года — чрезвычайный и полномочный посол Российской Федерации в Хорватии[3][4].

## Награды
- Орден Дружбы (14 июня 1996) — За большой вклад в проведение внешнеполитического курса России и многолетнюю добросовестную работу[5].
- Орден «За заслуги перед Отечеством» IV степени (22 марта 2009).
- Благодарность президента Российской Федерации (17 июня 1997) — За активное участие в организации, подготовке и проведении российско-американской встречи на высшем уровне в Хельсинки 20-21 марта 1997 года[6].

## Дипломатический рангиклассный чин
- Чрезвычайный и полномочный посланник 1 класса (19 октября 1996)[7].
- Чрезвычайный и полномочный посол (15 ноября 1999)[8].
- Действительный государственный советник Российской Федерации 1 класса (25 января 1999)[9].